# Elétrico

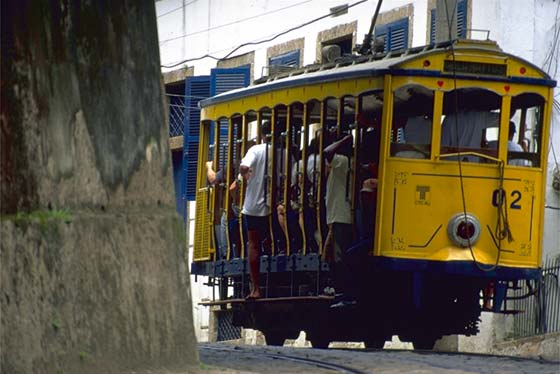
Bonde de Santa Teresa no Rio de Janeiro

Um elétrico (português europeu) ou bonde (português brasileiro), trâmuei ou tranvia é um meio de transporte público tradicional em grandes cidades da Europa como Varsóvia, Basileia, Zurique, Helsinque, Lisboa e Porto, ou das Américas, como São Francisco, Rio de Janeiro e Toronto. Movimenta-se sobre carris (trilhos) que, em geral, encontram-se instalados nas partes mais antigas das cidades, uma vez que a sua implantação data, também em geral, da segunda metade do século XIX. Destinado sobretudo ao transporte de passageiros, atualmente constitui-se em um meio de transporte rápido, já que, geralmente, tem prioridade sobre os demais meios de transporte. Em Portugal, obedece às regras de trânsito como qualquer outro veículo motorizado.

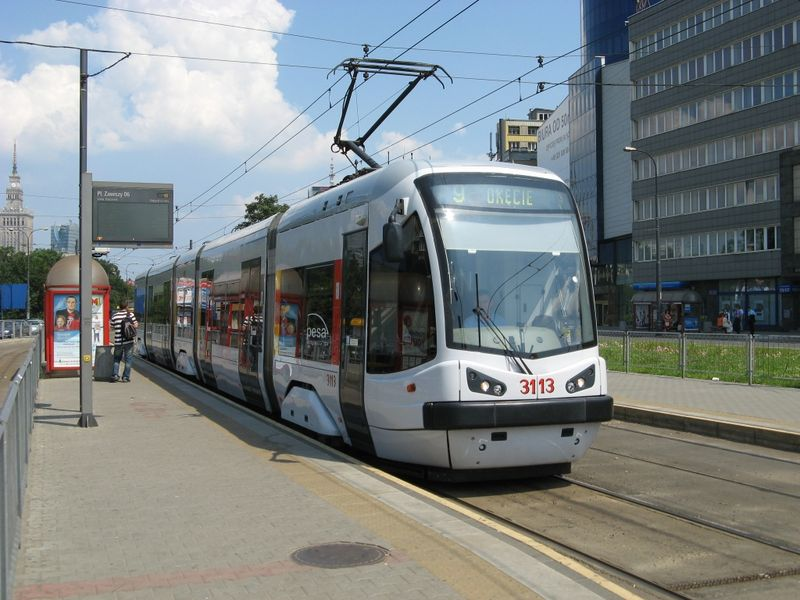
Elétrico PESA 120N (linha 9) em Varsóvia, na Polónia

Hoje em dia, por razões de economia de energia e de preservação do meio ambiente, vem sendo sucedido pelo veículo leve sobre trilhos (VLT), cuja utilização se encontra em expansão em várias cidades do mundo. Os elétricos têm grandes vantagens em relação aos autocarros, entre as quais a menor poluição, tanto sonora quanto atmosférica. Complementarmente, a subsistência dos antigos elétricos representa um enriquecimento cultural das próprias cidades, já que cada uma introduziu modificações características nas suas respetivas redes. Muitas das grandes cidades da Suíça ainda usam os elétricos, bem como grandes cidades da Alemanha, Polónia e algumas de França, como por exemplo Estrasburgo.

## História
O primeiro elétrico foi utilizado na Swansea and Mumbles Railway, no sul do País de Gales, no Reino Unido. De tração animal, era puxado por cavalos em primeiro lugar, e mais tarde por meio de máquinas movidas a vapor e energia elétrica. O Mumbles Railway Act foi aprovada pelo Parlamento britânico em 1804, e a primeira ferrovia de passageiros (semelhante ao elétrico dos Estados Unidos de cerca de 30 anos depois) começou a operar em 1807. O primeiro elétrico, também conhecido como horsecar na América do Norte, foi construído nos Estados Unidos e desenvolvido a partir de linhas de diligências e linhas de autocarro, que pegava e deixava os passageiros numa rota regular, sem a necessidade de ser pré-contratados. 

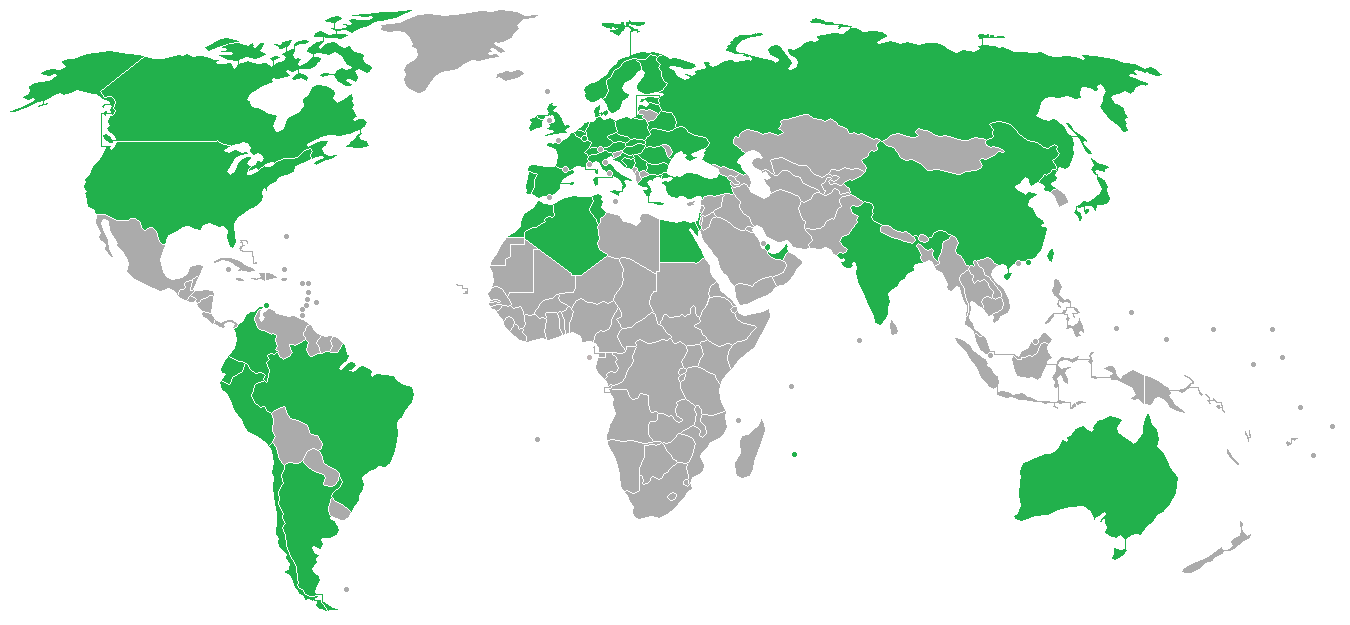
Redes de bonde no mundo:
Países com redes de elétricos
Países sem redes de elétricos

Esses tranvias eram de tração animal, geralmente usando equipas de cavalos e mulas para se locomover. Ocasionalmente, outros animais foram colocados em uso, ou seres humanos em situações de urgência. A primeira linha de tranvias, desenvolvido pelo irlandês-americano John Stephenson, foi a New York and Harlem Railroad, que correu ao longo do Bowery e da Quarta Avenida, em Nova York. O serviço teve início em 1832. Foi seguido em 1835 por New Orleans, na Louisiana, que tem o mais antigo sistema de transporte ferroviário de rua do mundo, segundo a American Society of Mechanical Engineers.
Em 1883, Magnus Volk construiu o Volk's Electric Railway, com bitola de 2 metros, ao longo da orla este em Brighton, na Inglaterra. Esta linha de 2 quilómetros, rebitolada a 2,09 metros em 1884, permanece em serviço até hoje, e é a mais antiga tranvias elétricos no mundo. O primeiro elétrico de serviço permanente às linhas aéreas foi o Mödling and Hinterbrühl Tram na Áustria. Ele começou a operar em outubro de 1883, mas foi fechado em 1932.

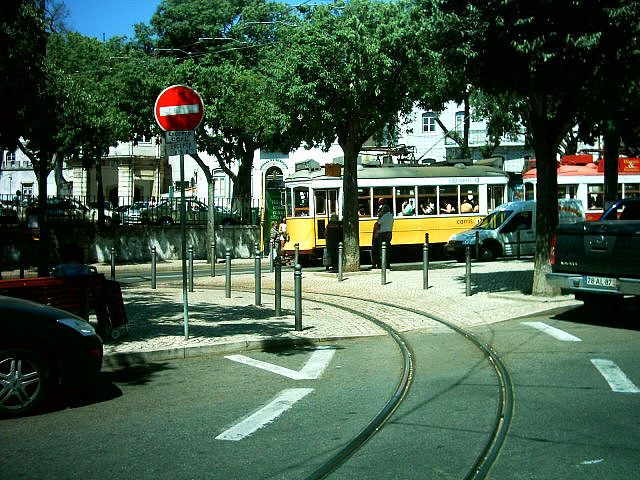
Em Lisboa, elétricos centenários fazem serviço turístico e normal, em regime não segregado.

A primeira via de elétricos na Grã-Bretanha, o Blackpool Tramway, foi inaugurado no dia 29 de setembro de 1885 ao longo da Blackpool Promenade. Desde o enceramento da corporação Glasgow Tramways em 1962, este foi o único elétrico da primeira geração operacional no Reino Unido.
Elétricos circulam em Budapeste desde 1887 e esta primeira linha tem crescido agora para ser a linha de elétrico mais movimentada da Europaː os carros elétricos seguem uns aos outros com um intervalo de 60 segundos na hora de pico. Belgrado e Bucareste implantaram um serviço regular a partir de 1894, e Sarajevo a partir de 1895.

## Tipos de propulsão

### Animal

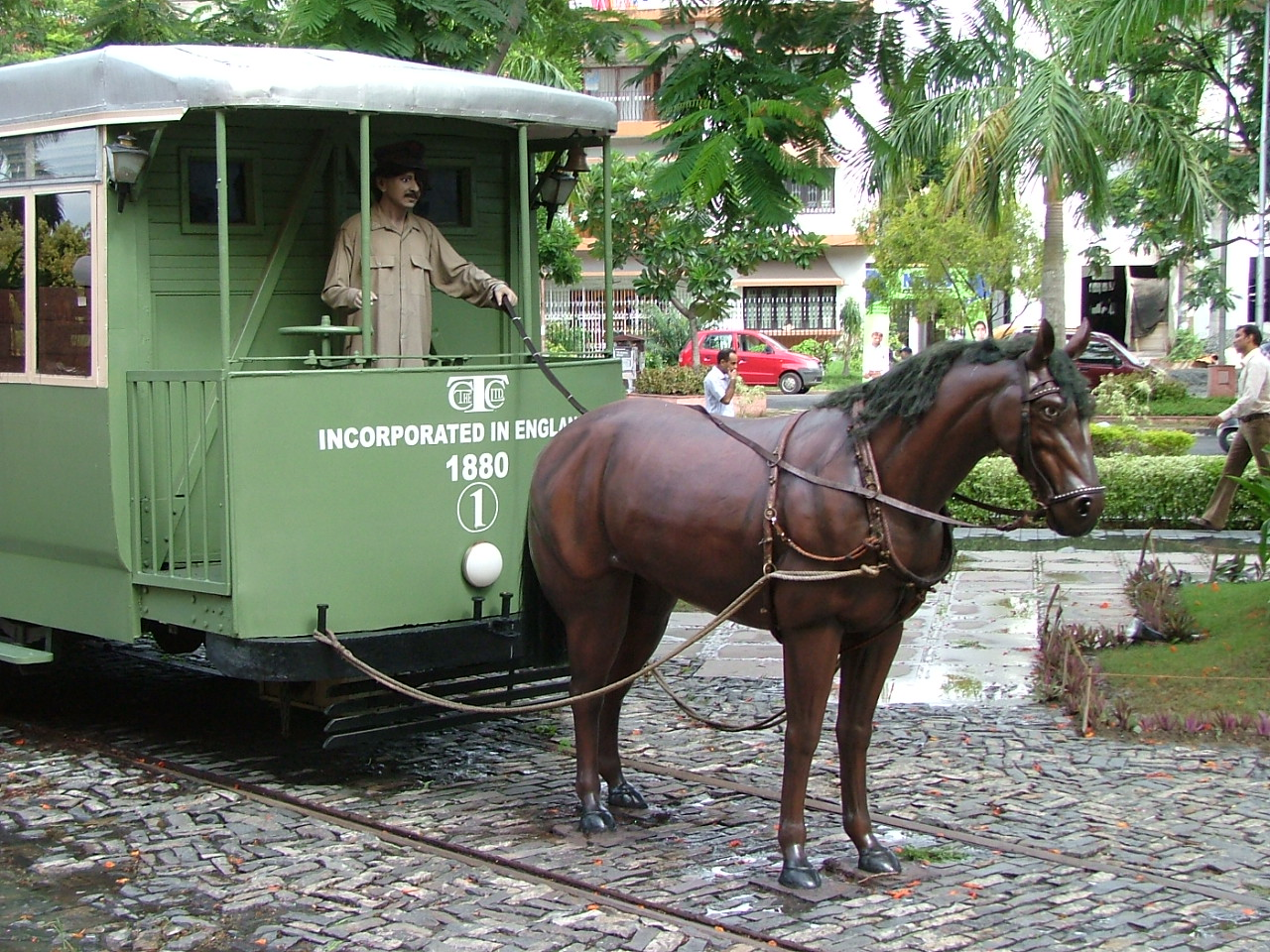
Tranvia de tração animal em Calcutá

Esta primeira forma de transporte público se desenvolveu a partir das rotas de transporte industrial que surgiram pela primeira vez na década de 1820, utilizando os recém-inventados aço e ferro. Eram versões locais das linhas de diligência e recolhiam os passageiros de uma rota regular, sem a necessidade de ser pré-contratados. Tranvias sobre trilhos eram uma melhoria sobre as diligências. A baixa resistência ao rolamento das rodas de metal ou ferro e dos trilhos de aço permitiu que os animais transportassem uma maior carga que as diligências num passeio mais suave. O tranvia a cavalo combinou o baixo custo, flexibilidade e segurança da energia animal com a eficiência, suavidade e capacidade do trilho.

### Vapor
Os primeiros tranvias mecânicos eram movidos a vapor. Geralmente, há dois tipos de tranvia a vapor. O primeiro e mais comum tinha uma pequena locomotiva a vapor à cabeça de uma linha de uma ou mais carruagens, semelhantes a um pequeno comboio. Sistemas com os tranvias a vapor ocorreram em Christchurch, na Nova Zelândia; em Sydney, na Austrália; e em Nova Gales do Sul. Tranvias a vapor também foram utilizados nas linhas suburbanas de elétrico em Milão.
O outro estilo de tranvia a vapor tinha a máquina a vapor no corpo do veículo. O sistema mais notável a adotar tais veículos foi o de Paris. Tranvias a vapor também foram explorados em Rockhampton, no estado australiano de Queensland, entre 1909 e 1939. Estocolmo, na Suécia, tinha uma linha de tranvia a vapor na ilha de Södermalm entre 1887 e 1901. A grande desvantagem deste estilo de tranvia era o espaço limitado para o motor, de modo que estes elétricos eram normalmente de fraca potência.

### Funiculares e teleféricos

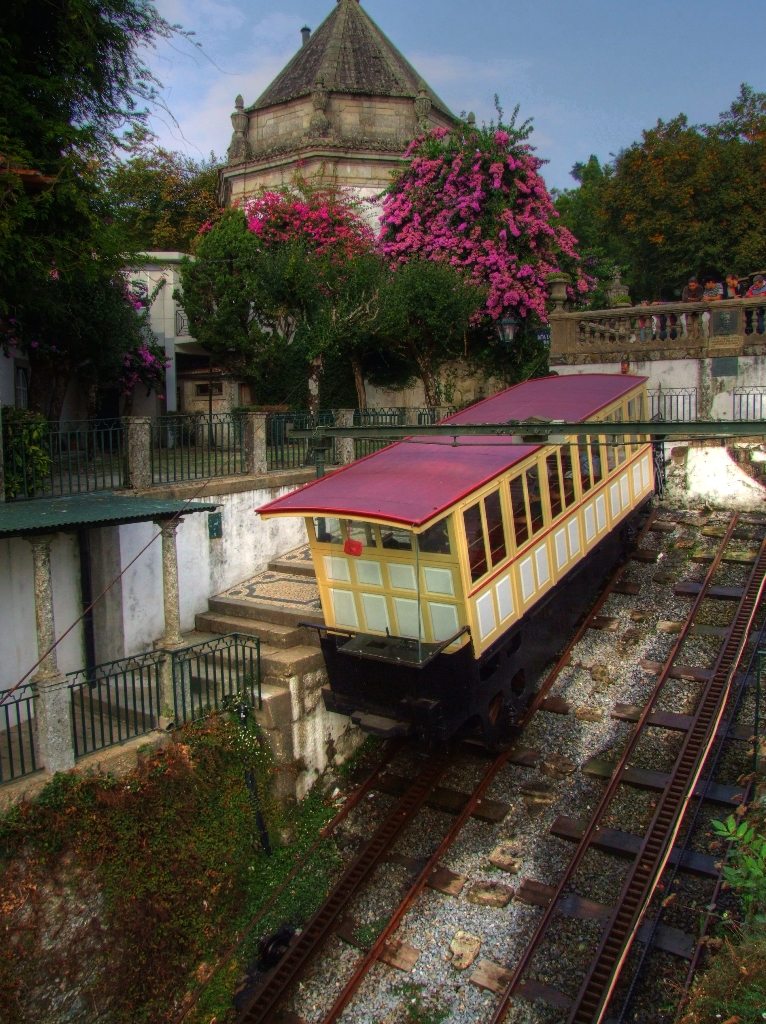
Funicular do Bom Jesus, em Braga, Portugal

Outro tipo de tranvia é o funicular, que pretendia reduzir os custos e as dificuldades com os animais. Os elétricos eram puxados ao longo da via férrea por um contínuo movimento de cabo a uma velocidade constante, que puxava individualmente os elétricos individuais e os soltava para parar. O poder de mover o cabo era fornecido de um local afastado. O primeiro funicular nos Estados Unidos foi testado em São Francisco, na Califórnia, em 1873. A segunda cidade a operar os elétricos a cabo foi Dunedin, na Nova Zelândia, em 1881-1957.
Funiculares operaram no Highgate Hill, no norte de Londres, e Kennington até Brixton Hill, no Sul de Londres.
O teleférico tinha altos custos de infraestruturaː um sistema de cabos, polias, motor estacionário e estruturas entre os trilhos. Ele também exigia força e habilidade para operar e para evitar obstáculos e outros elétricos. O cabo tinha de ser abandonado em locais específicosː por exemplo, quando atravessavam uma outra linha de cabos. Ruturas e desgaste do cabo ocorriam com frequência, requerendo a cessação completa de serviços ao longo de um percurso de cabo, enquanto o cabo era reparado. Após o desenvolvimento de carros elétricos alimentados eletricamente, os sistemas de funicular declinaram rapidamente.
Os teleféricos são especialmente eficazes em cidades montanhosas, porque o cabo puxa o carro até ao morro num ritmo forte e constante, ao contrário das motores a vapor de baixa potência, ou, pior ainda, um carro puxado por cavalos.
Este conceito explica parcialmente a sua sobrevivência, em São Francisco. No entanto, o sistema de cabo mais extenso dos Estados Unidos foi em Chicago, uma cidade muito plana. O maior sistema de cabo em todo o mundo ocorreu na cidade de Melbourne, em Victoria, na Austrália, e teve, no seu auge, 592 elétricos em operação e 74 quilómetros de trilhos.
Os elétricos de São Francisco, embora significativamente em número reduzido, continuam a desempenhar uma função de transporte regular, além de serem uma atração turística. Uma única linha também sobrevive em Wellington, na Nova Zelândia (reconstruída em 1979, mas ainda chamado de Wellington Cable Car).

### Elétrica

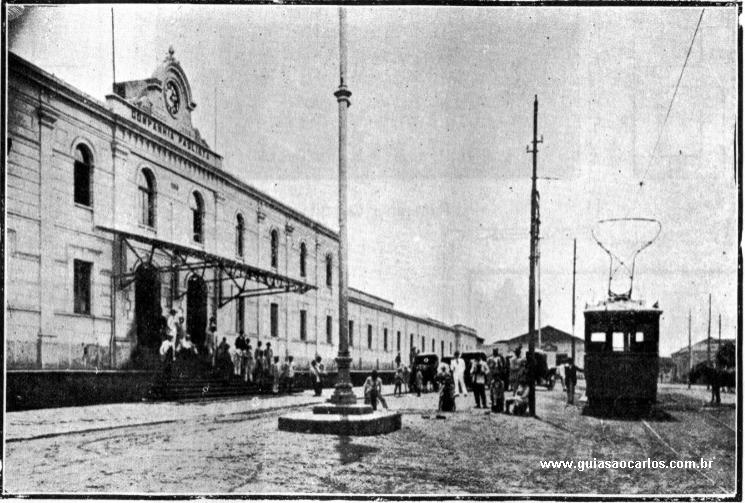
Vista da Estação Ferroviária de São Carlos e do bonde em 1918

Em funcionamento experimental, elétricos foram expostos na Feira de 1884 em New Orleans, na Louisiana, mas eles não foram considerados suficientemente bons para substituir o motor a vapor que impulsionava o elétrico da St. Charles Avenue na cidade.
Tranvias elétricos foram inicialmente testados com sucesso em serviço em Richmond, na Virgínia, em 1888, na Richmond Unios Passenger Railway construída por Frank J. Sprague. Havia, anteriormente, instalações comerciais de tranvias elétricos, incluindo um em Berlim, já em 1881 por Werner von Siemens, da empresa que ainda leva o seu nome, e em São Petersburgo, na Rússia, inventado e testado por Fyodor Pirotsky em 1880. Outro foi o de John Joseph Wright, irmão do famoso empresário mineiro Whitaker Wright, em Toronto, em 1883. A primeira instalação comercial de um tranvia elétrico nos Estados Unidos foi construído em 1884 em Cleveland, em Ohio, operado por um período de um ano pela Cleveland East Street Railway Company. Anteriores instalações revelaram-se difíceis ou pouco confiáveis. A linha da Siemens, por exemplo, provocava choques elétricos em pessoas e animais que atravessavam as pistas. 
Siemens, posteriormente, projetou o seu próprio método de coleção atual, a partir de um fio, chamado curva do coletor, em Thorold, em Ontário, inaugurado em 1887, sendo considerado de bastante sucesso na época. Esta linha mostrou-se bastante versátil, tendo sido uma das primeiras instalações totalmente funcionais de elétricos, exigindo apoio ao escalar o Niágara e dois meses de inverno, quando a hidroeletricidade não estava disponível. Ela continuou em serviço na sua forma original até 1950. Em 1904, o primeiro elétrico de dois andares do mundo foi colocado em operação em Hong Kong, que continua a ser o único elétrico double-decker no mundo.

### Outras fontes de energia

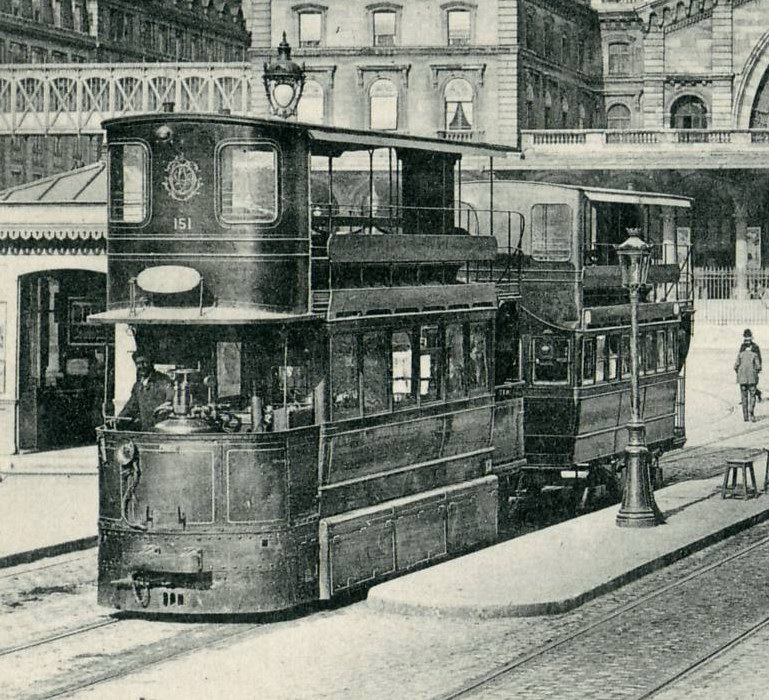
Veículo Mekarski de ar comprimido em Paris (1900)

Nalguns lugares, outras formas de energia foram usadas para alimentar os tranvias. Em Hastings, Estocolmo e Karachi, são usados motor a gasolina. Os tranvias de Lytham St Annes utilizam motor a gás. Paris operou tranvias que eram alimentados por ar comprimido com o sistema Mekarski. Em Nova York, algumas linhas menores usaram baterias de armazenamento; uma longa linha de elétricos a bateria funcionou a partir de Milão até Bergamo (cerca de 60 quilômetros) durante os anos 1950.
A Galveston Island Trolley, no Texas, opera tranvias a diesel devido à localização propensa a furacões da cidade, os quais resultariam em danos frequentes a um sistema de alimentação elétrica.

## Tripulação
Por razões históricas chama-se guarda-freios ao tripulante principal de um elétrico (e não “maquinista”, “motorista”, ou “condutor”), uma vez que este cargo originalmente consistia vigiar os dispositivos de travagem de sistemas funiculares e/ou de cabo-sem fim. 

## Galeria de imagens

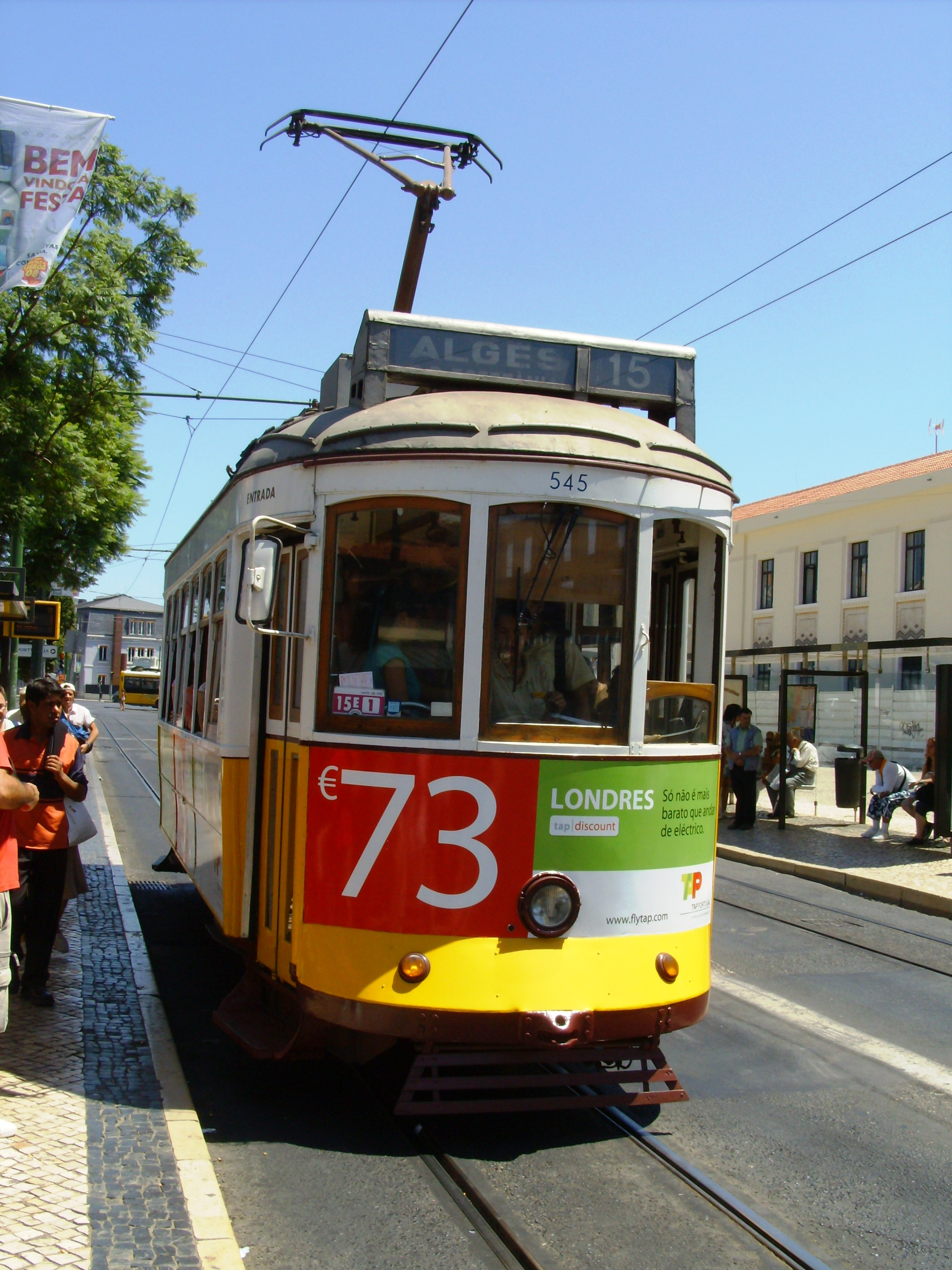
Elétrico em Lisboa
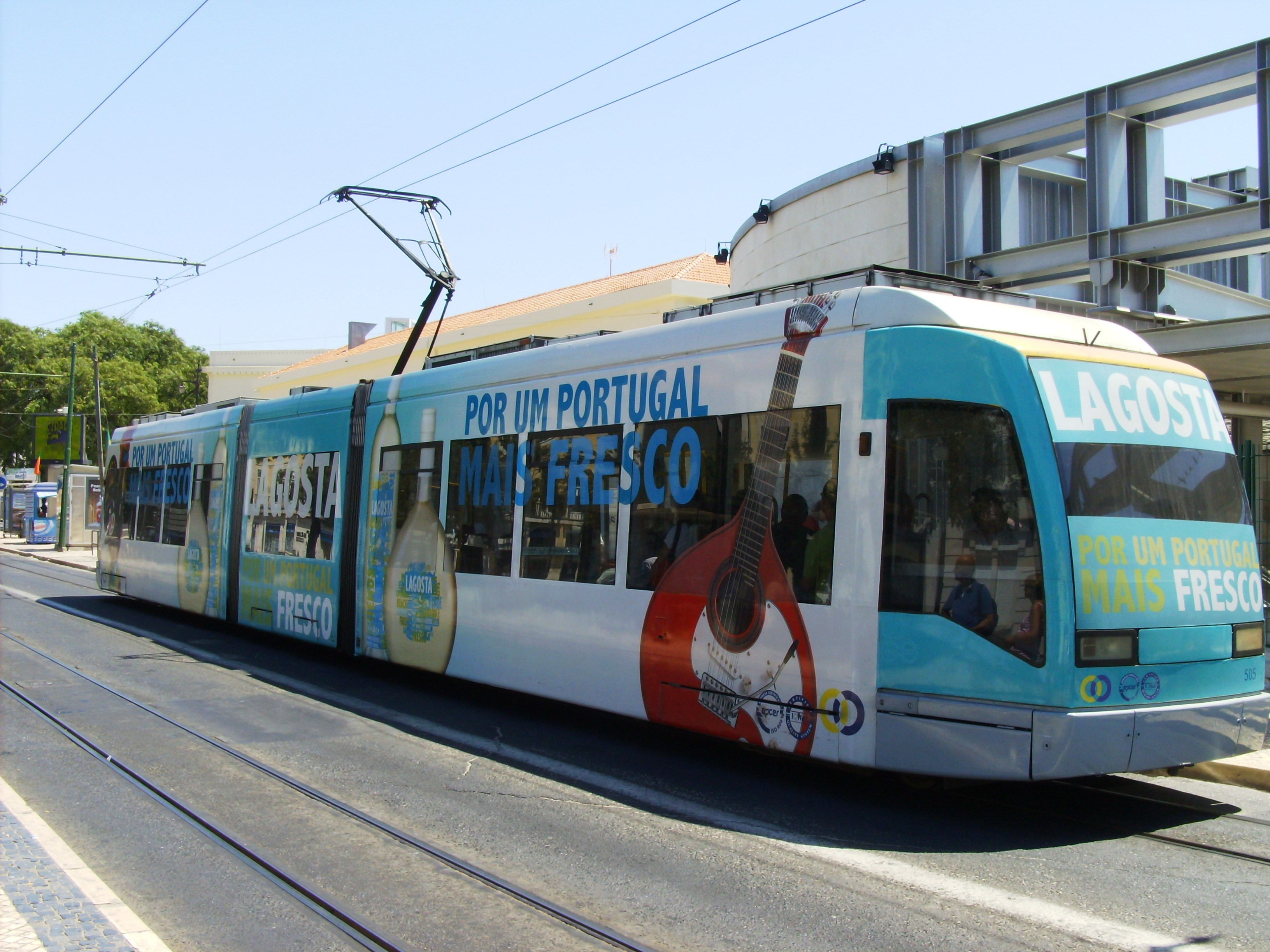
Elétrico moderno (linha 15), em Lisboa
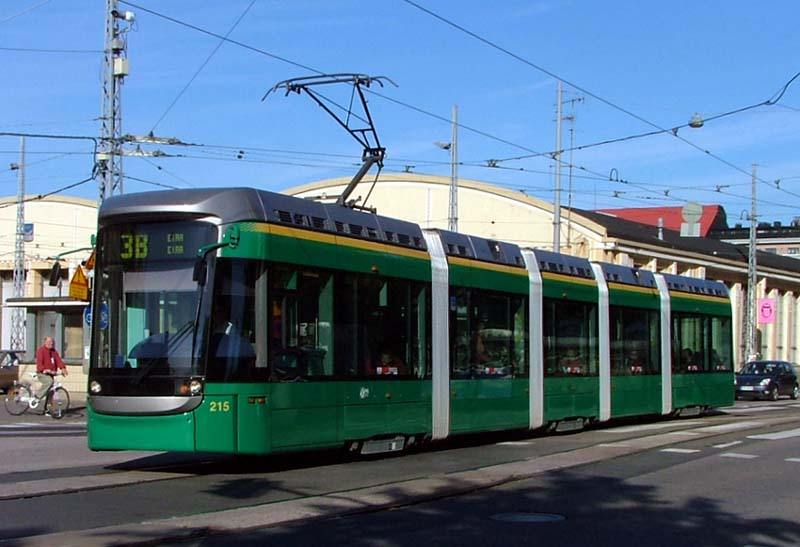
Elétrico moderno em Helsínquia
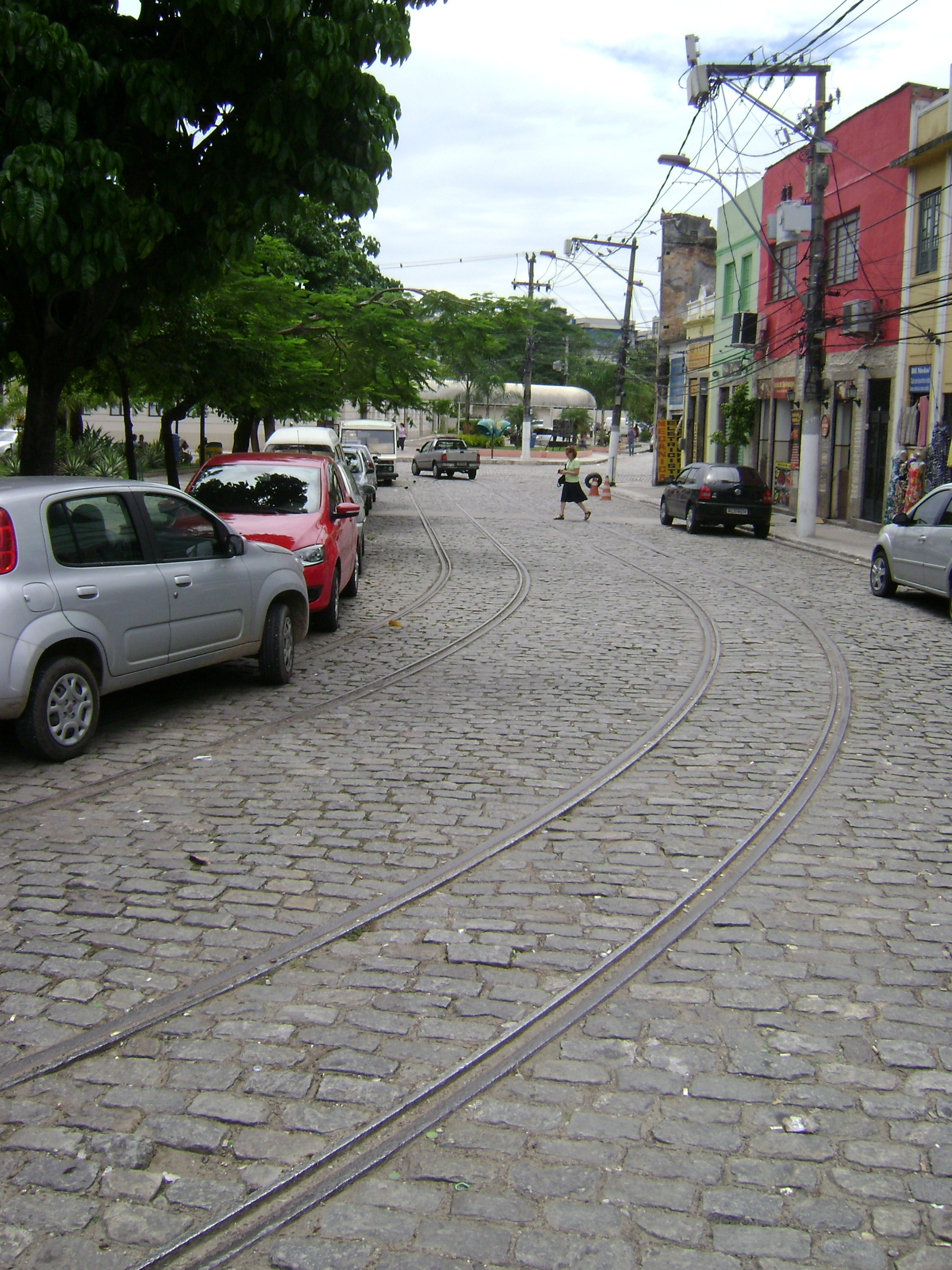
Rua de Niterói, ainda com trilhos de bonde em vários trechos
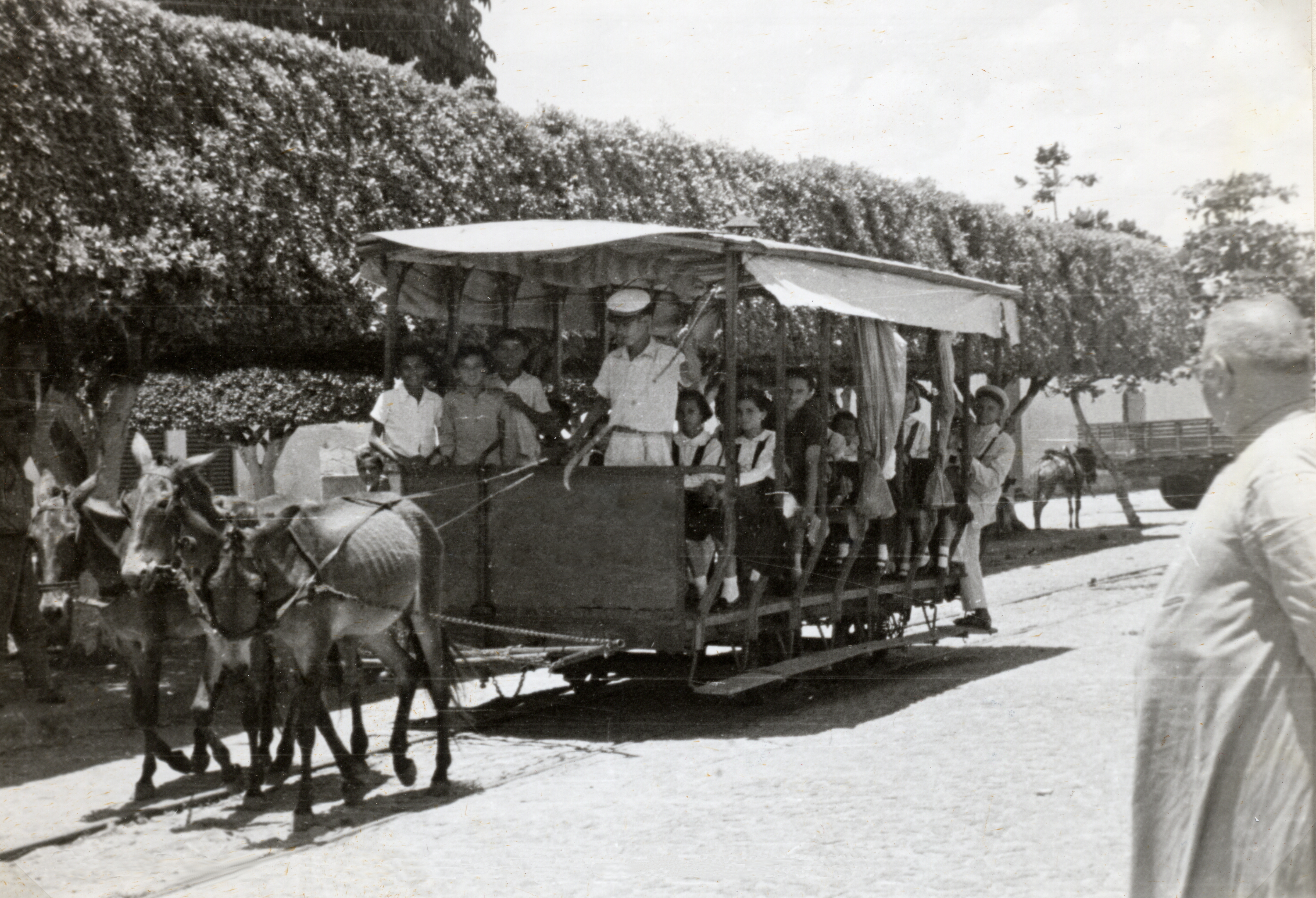
Bonde de tração animal em Limoeiro, em Pernambuco, 1951
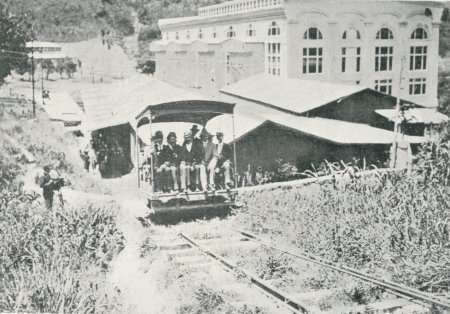
Trolley do Ipê, em Piraí
Bondes circulando sobre os Arcos da Lapa, no Rio de Janeiro, 1955; Arquivo Nacional do Brasil
Projeto de bondes para a cidade do Rio de Janeiro, 1873; Arquivo Nacional do Brasil
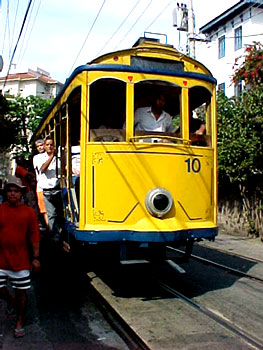
Bonde de Santa Teresa, no Rio de Janeiro